# One Fine Day
One Fine Day is een film uit 1997 met Michelle Pfeiffer en George Clooney.

## Verhaal
Melanie Parker is een architect en alleenstaande moeder. Jack Taylor schrijft een column voor de krant, en is ook gescheiden en zorgt voor zijn dochter. Ze komen elkaar tegen op weg naar een schoolreisje, en kunnen elkaar gelijk al niet uitstaan. Door een toevalligheid verwisselen hun kinderen hun mobiele telefoons, waardoor ze die dag op elkaar aangewezen zijn, en elkaar uiteindelijk nodig hebben om de dag zakelijk succesvol af te kunnen sluiten. Zal er een romance opbloeien of niet?

## Rolverdeling
| Acteur              | Personage             |
| ------------------- | --------------------- |
| Michelle Pfeiffer   | Melanie Parker        |
| George Clooney      | Jack Taylor           |
| Mae Whitman         | Maggie Taylor         |
| Alex D. Linz        | Sammy Parker          |
| Charles Durning     | Lew                   |
| Jon Robin Baitz     | Mr. Yates, Jr.        |
| Ellen Greene        | Mrs. Elaine Lieberman |
| Joe Grifasi         | Manny Feldstein       |
| Pete Hamill         | Frank Burroughs       |
| Anna Maria Horsford | Evelyn                |
| Gregory Jbara       | Freddy                |
| Sheila Kelley       | Kristen               |